# Ger (Hautes-Pyrénées)
Pour les articles homonymes, voir Ger.
Ger est une commune française située dans l'ouest du département des Hautes-Pyrénées, en région Occitanie. Sur le plan historique et culturel, la commune est dans la province du Lavedan, partie sud-occidentale de la Bigorre et constituée d'un ensemble de sept vallées en amont de la ville de Lourdes.
Exposée à un climat de montagne, elle est drainée par le gave de Pau et par divers autres petits cours d'eau. La commune possède un patrimoine naturel remarquable : un site Natura 2000, « Gaves de Pau et de Cauterets (et gorge de Cauterets) », et deux zones naturelles d'intérêt écologique, faunistique et floristique.
Ger est une commune rurale qui compte 158 habitants en 2022. Elle est dans l'agglomération de Lourdes et fait partie de l'aire d'attraction de Lourdes.
Ses habitants sont appelés les Gérois.

## Géographie

### Localisation
La commune de Ger se trouve dans le département des Hautes-Pyrénées, en région Occitanie.
Elle se situe à 21 km à vol d'oiseau de Tarbes, préfecture du département, à 7 km d'Argelès-Gazost, sous-préfecture, et à 4 km de Lourdes, bureau centralisateur du canton de Lourdes-2 dont dépend la commune depuis 2015 pour les élections départementales.
La commune fait en outre partie du bassin de vie de Lourdes.
Les communes les plus proches sont : 
Lugagnan (0,8 km), Viger (1,2 km), Berbérust-Lias (1,3 km), Saint-Créac (1,3 km), Geu (1,8 km), Ousté (2,3 km), Aspin-en-Lavedan (2,4 km), Ossen (2,8 km).
Sur le plan historique et culturel, Ger fait partie de la province historique du Lavedan, partie sud-occidentale de la Bigorre et constitué d'un ensemble de sept vallées en amont de la ville de Lourdes. Historiquement, elle  fait partie de la province de Gascogne, et plus particulièrement du comté de Bigorre. La commune est dans la vallée de Castelloubon qui regroupe douze communes,.
Ger est limitrophe de six autres communes.
Les communes limitrophes sont  Agos-Vidalos, Berbérust-Lias, Geu, Lugagnan, Saint-Créac et Viger.
|              | Lugagnan | Saint-Créac    |
| Viger        | Ger      |                |
| Agos-Vidalos | Geu      | Berbérust-Lias |

### Paysages et relief

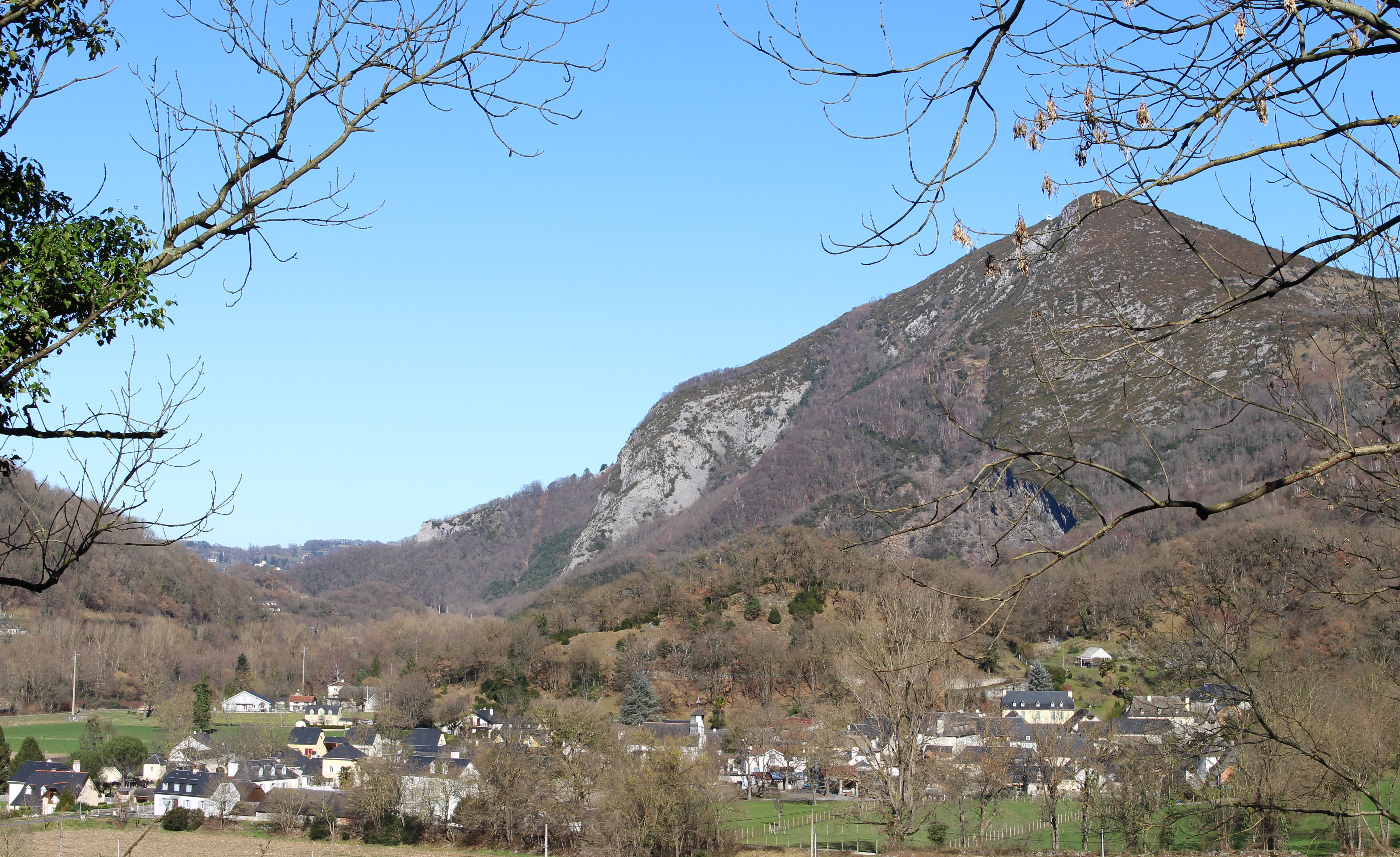
Vue du village.

Le territoire de la commune comprend deux zones distinctes :
- une zone montagneuse (pentes de la montagne Arrimount et vallon de l'Arruau). La montagne Arrimount (altitude 805 m) comprend deux grottes, dont une, la Tute du loup, est assez grande pour servir de refuge aux animaux ;
- une zone de plaine, en fond de vallée, s’étendant jusqu’au gave de Pau. La plaine est très cultivée et traversée par la route départementale 13.
Le village ancien est blotti au pied de la montagne, entre le Castera (petite colline) et le cône d'éboulis du ruisseau Arruau, tandis que des constructions plus récentes sont éparpillées dans la plaine. Le sud de la commune est dominé par les ruines du château de Geu (Castet Gelos).

### Hydrographie

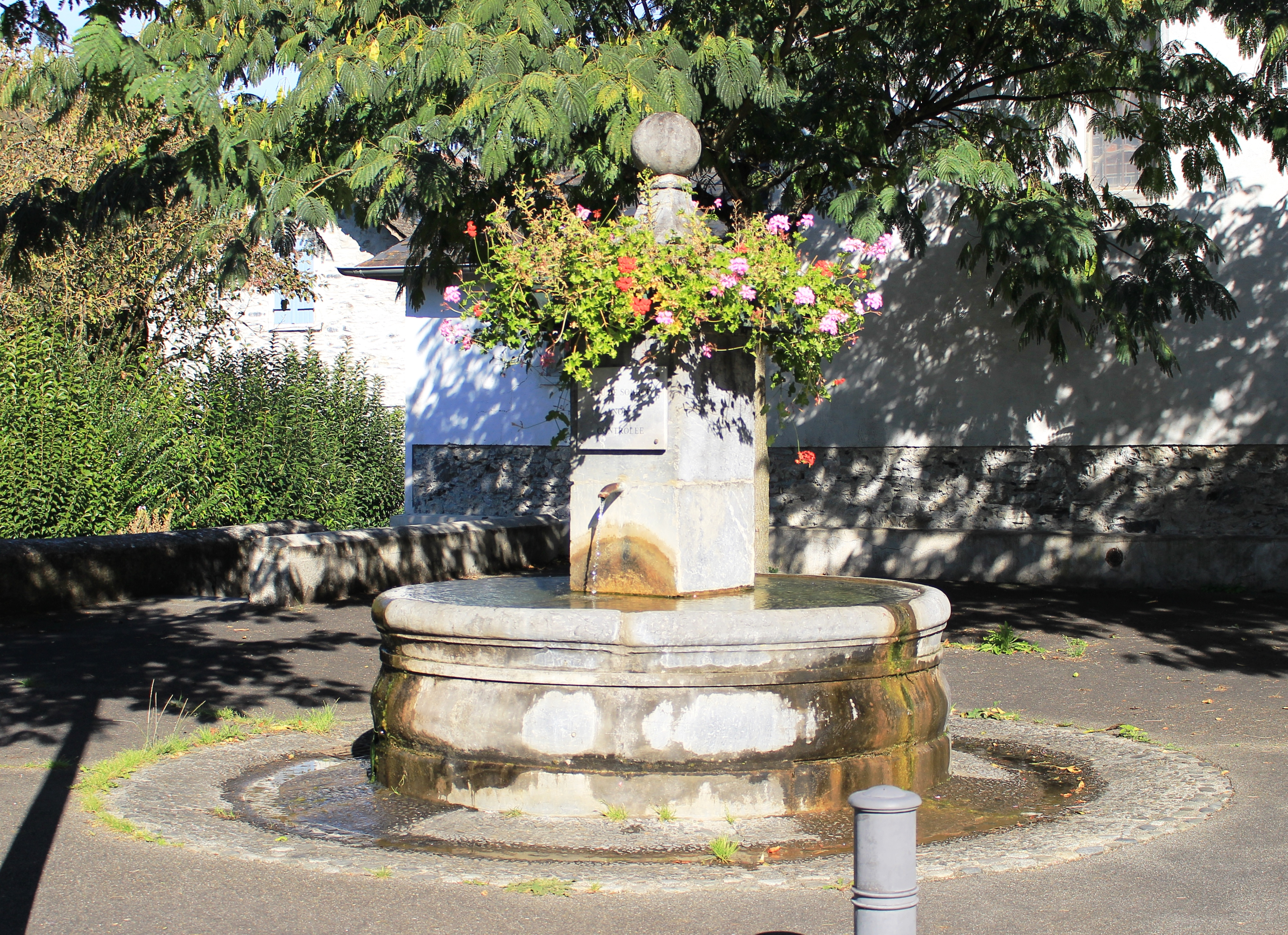
La fontaine.

Le ruisseau « Arruau » (à sec la plupart du temps), descend des hauteurs de Berbérust dans un vallon très escarpé, débouche au sud du village puis est canalisé à travers la plaine jusqu'au gave de Pau. Ce ruisseau, aidé par sa pente très prononcée, devient torrentiel lors de fortes pluies, et charrie des cailloux, graviers, sables et détritus de toutes sortes.
Le gave de Pau constitue la limite ouest de la commune, même si près du lieu-dit Asticotière, le territoire communal s'étend quelque peu sur sa rive gauche. Ses crues sont fréquentes et ont causé de nombreux dégâts dans le passé, en franchissant les digues construites par les habitants, surtout lors de la période de fonte des neiges. Le lit du gave atteignait parfois le village et l'église.
Ce n'est qu'en 1871 avec la construction de la voie ferrée (qui faisait office de digue), que le lit du gave put être contenu.
Malgré tout, le village a connu des crues importantes du gave de Pau, notamment en 1937 et en 2013.

#### Crue du 18 juin 2013
Le 18 juin 2013, le gave de Pau en crue a dévasté la commune. Quatorze maisons et une étable ont été envahies par les eaux. Vingt hectares de prairies ont été recouverts de 20 à 40 cm de vase. Les installations sportives du Sailhet ont été emportées et recouvertes de sable. Comme en 1937, l'eau est arrivée aux portes du village, au lavoir.
La création récente de la route à quatre voies Lourdes-Argelès a amplifié les conséquences de la crue pour le village de Ger. En effet, du fait de la présence de cette route et de son remblai, les eaux de la crue ne peuvent plus se répandre sur la rive gauche du gave comme elles le faisaient auparavant et se reportent vers le village et ses habitations. Le rétrécissement naturel de la vallée au niveau du village de Lugagnan, encore rétréci artificiellement par la nouvelle route, a joué le rôle de retenue des eaux, en les empêchant de s'écouler et en les faisant refluer vers les maisons du village.

### Climat
Le climat qui caractérise la commune est qualifié, en 2010, de « climat des marges montargnardes », selon la typologie des climats de la France qui compte alors huit grands types de climats en métropole. En 2020, la commune ressort du type « climat de montagne » dans la classification établie par Météo-France, qui ne compte désormais, en première approche, que cinq grands types de climats en métropole. Pour ce type de climat, la température décroît rapidement en fonction de l'altitude. On observe une nébulosité minimale en hiver et maximale en été. Les vents et les précipitations varient notablement selon le lieu.
Les paramètres climatiques qui ont permis d’établir la typologie de 2010 comportent six variables pour les températures et huit pour les précipitations, dont les valeurs correspondent à la normale 1971-2000. Les sept principales variables caractérisant la commune sont présentées dans l'encadré ci-après.
| Paramètres climatiques communaux sur la période 1971-2000 - Moyenne annuelle de température : 11,9 °C - Nombre de jours avec une température inférieure à −5 °C : 3,3 j - Nombre de jours avec une température supérieure à 30 °C : 4,9 j - Amplitude thermique annuelle : 14 °C - Cumuls annuels de précipitation : 1 201 mm - Nombre de jours de précipitation en janvier : 11,1 j - Nombre de jours de précipitation en juillet : 9 j |

Avec le changement climatique, ces variables ont évolué. Une étude réalisée en 2014 par la Direction générale de l'Énergie et du Climat complétée par des études régionales prévoit en effet que la  température moyenne devrait croître et la pluviométrie moyenne baisser, avec toutefois de fortes variations régionales. Ces changements peuvent être constatés sur la station météorologique de Météo-France la plus proche, « Lourdes », sur la commune de Lourdes, mise en service en 1881 et qui se trouve à 4 km à vol d'oiseau,, où la température moyenne annuelle est de 13,3 °C et la hauteur de précipitations de 1 426,7 mm pour la période 1981-2010.
Sur la station météorologique historique la plus proche, « Tarbes-Lourdes-Pyrénées », sur la commune d'Ossun, mise en service en 1946 et à 14 km, la température moyenne annuelle évolue de 12,2 °C pour la période 1971-2000, à 12,6 °C pour 1981-2010, puis à 12,9 °C pour 1991-2020.

### Milieux naturels et biodiversité

#### Réseau Natura 2000

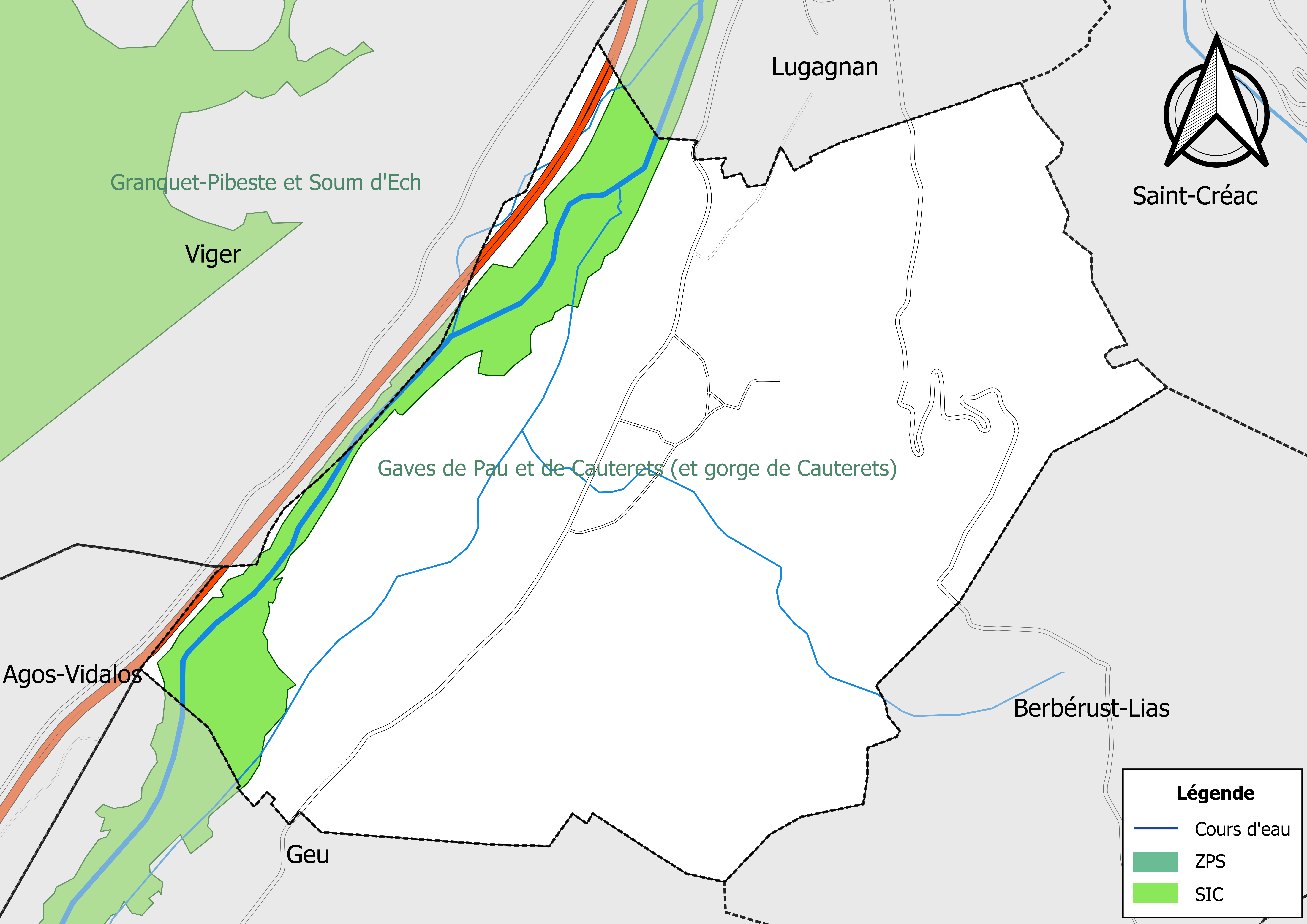
Site Natura 2000 sur le territoire communal.

Le réseau Natura 2000 est un réseau écologique européen de sites naturels d'intérêt écologique élaboré à partir des directives habitats et oiseaux, constitué de zones spéciales de conservation (ZSC) et de zones de protection spéciale (ZPS).
Un site Natura 2000 a été défini sur la commune au titre de la directive habitats : les « gaves de Pau et de Cauterets (et gorge de Cauterets) », d'une superficie de 482 ha, sont un site est localisé sur deux domaines biogéographiques : 42 % pour le domaine atlantique et 58 % pour le domaine alpin. Il sconstituent des réseaux linéaires sélectionnés pour leurs capacités d'accueil du saumon Salmo salar.

#### Zones naturelles d'intérêt écologique, faunistique et floristique

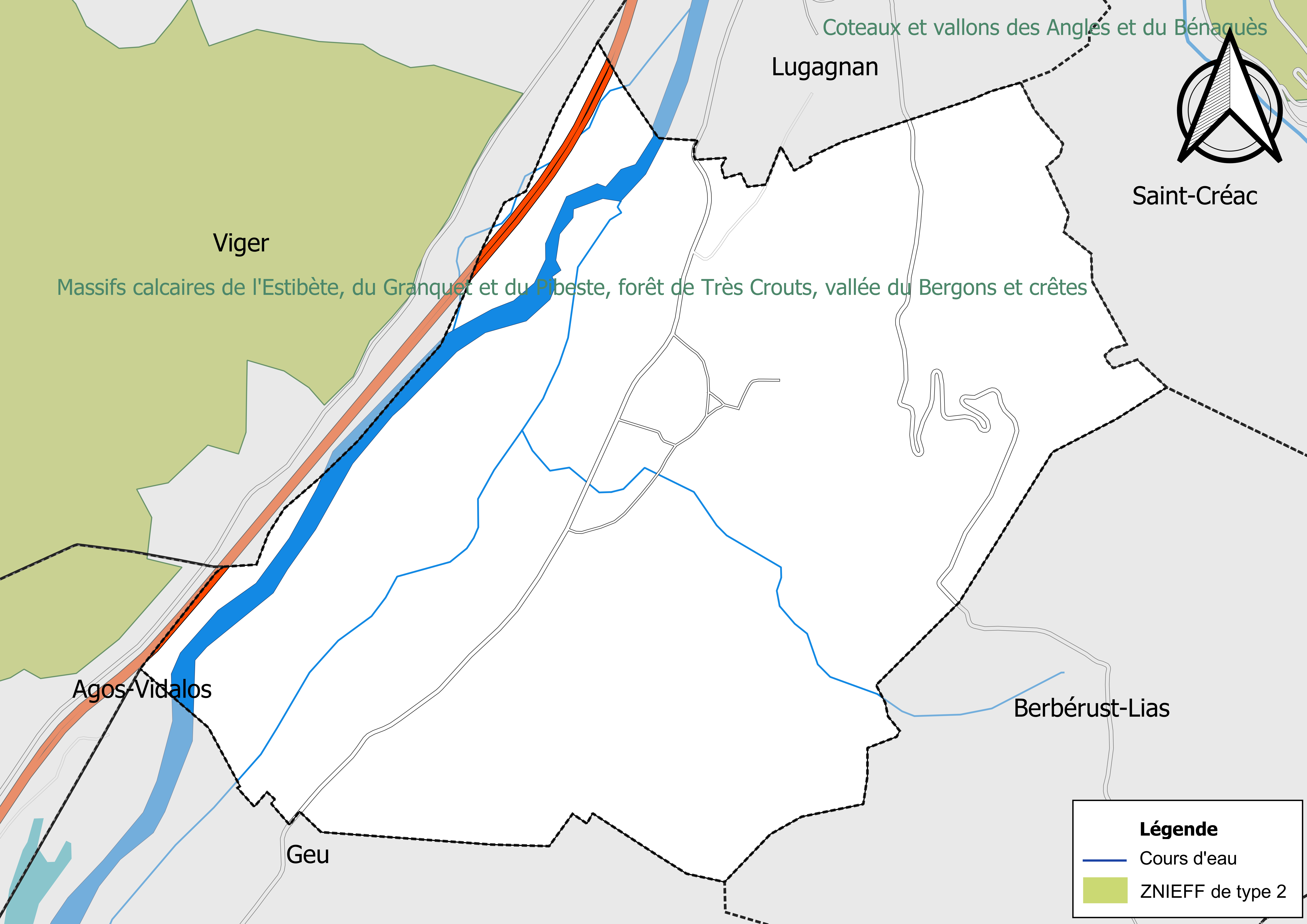
Carte des ZNIEFF de type 2 localisées sur la commune.

L’inventaire des zones naturelles d'intérêt écologique, faunistique et floristique (ZNIEFF) a pour objectif de réaliser une couverture des zones les plus intéressantes sur le plan écologique, essentiellement dans la perspective d’améliorer la connaissance du patrimoine naturel national et de fournir aux différents décideurs un outil d’aide à la prise en compte de l’environnement dans l’aménagement du territoire.
Deux ZNIEFF de type 1 sont recensées sur la commune :
le « Gave d'Azun, ruisseau du Bergons et Gave de Lourdes » (437 ha), couvrant 31 communes dont deux dans les Pyrénées-Atlantiques et 29 dans les Hautes-Pyrénées et 
le « pied du massif de Hautacam entre Argelès et St-Créac » (961 ha), couvrant 12 communes du département.

## Urbanisme

### Typologie
Au 1er janvier 2024, Ger est catégorisée commune rurale à habitat dispersé, selon la nouvelle grille communale de densité à sept niveaux définie par l'Insee en 2022.
Elle appartient à l'unité urbaine de Lourdes, une agglomération intra-départementale regroupant treize  communes, dont elle est une commune de la banlieue,,. Par ailleurs la commune fait partie de l'aire d'attraction de Lourdes, dont elle est une commune de la couronne,. Cette aire, qui regroupe 45 communes, est catégorisée dans les aires de moins de 50 000 habitants,.

### Occupation des sols
L'occupation des sols de la commune, telle qu'elle ressort de la base de données européenne d’occupation biophysique des sols Corine Land Cover (CLC), est marquée par l'importance des forêts et milieux semi-naturels (54,7 % en 2018), en diminution par rapport à 1990 (59,1 %). La répartition détaillée en 2018 est la suivante : 
forêts (43,6 %), zones agricoles hétérogènes (36,3 %), milieux à végétation arbustive et/ou herbacée (11,1 %), mines, décharges et chantiers (9,1 %).
L'IGN met par ailleurs à disposition un outil en ligne permettant de comparer l’évolution dans le temps de l’occupation des sols de la commune (ou de territoires à des échelles différentes). Plusieurs époques sont accessibles sous forme de cartes ou photos aériennes : la carte de Cassini (XVIIIe siècle), la carte d'état-major (1820-1866) et la période actuelle (1950 à aujourd'hui).

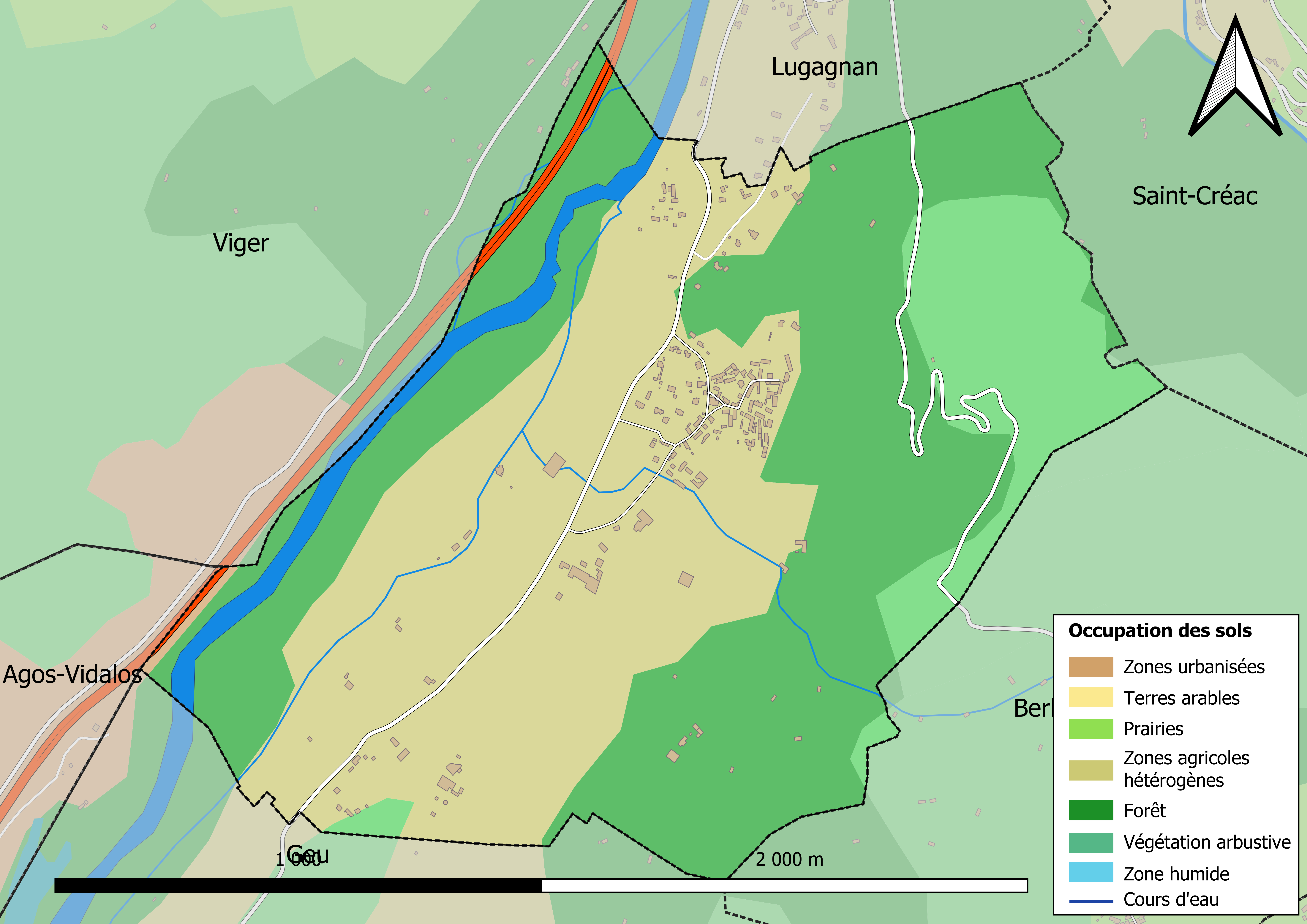
Carte des infrastructures et de l'occupation des sols en 2018 (CLC) de la commune.
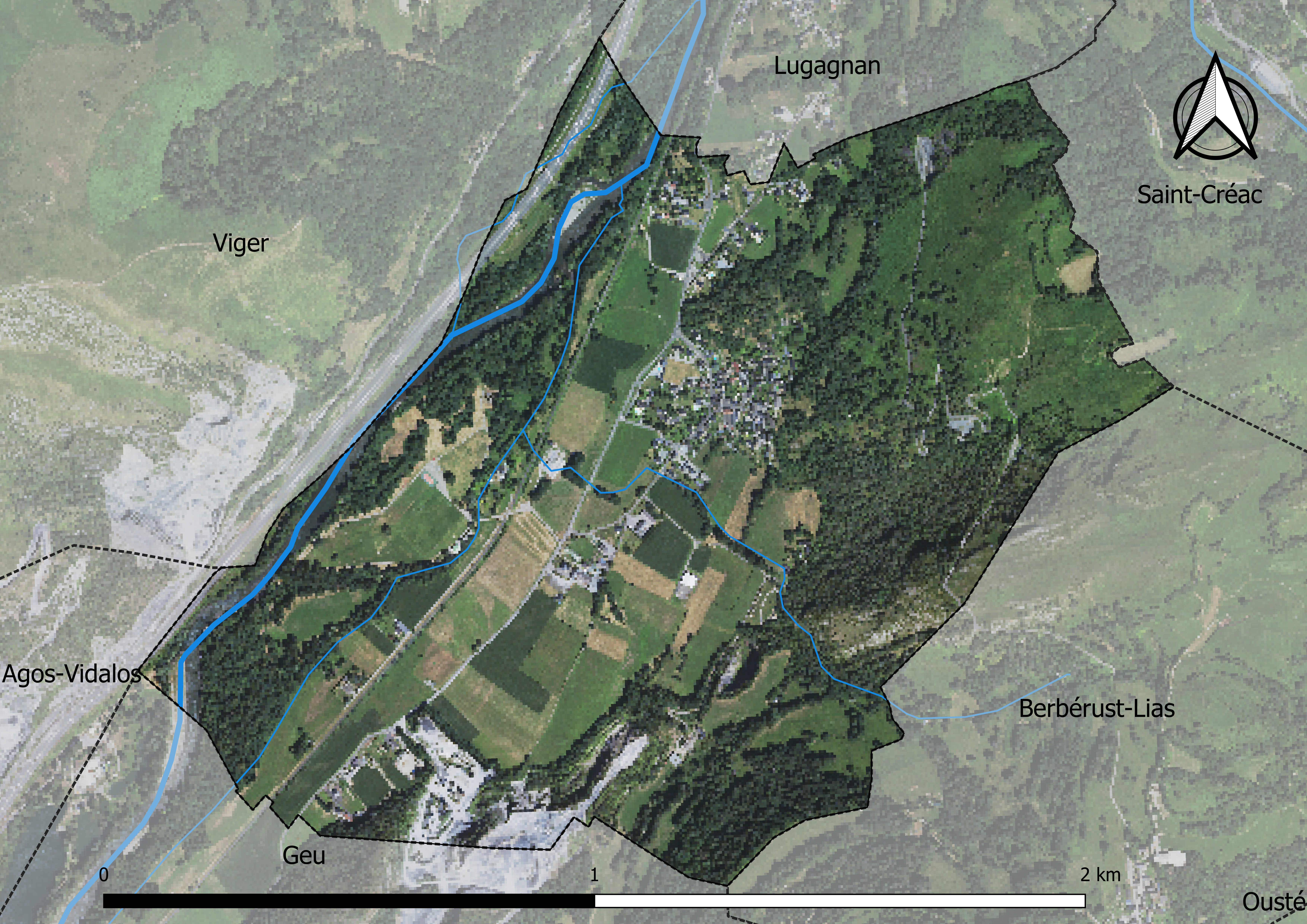
Carte orthophotogrammétrique de la commune.

### Voies de communication et transports
La route départementale D 13 qui traversait le village ancien a été déviée à la fin des années 1980.
La ligne de chemin de fer Lourdes - Pierrefitte traversait le territoire de la commune et fut en service jusqu’au début des années 1990. Cette voie ferrée, aujourd’hui désaffectée, a été transformée en piste cyclable et piétonne, dénommée « Voie verte des Gaves », qui rencontre un certain succès.

### Risques majeurs
Le territoire de la commune de Ger est vulnérable à différents aléas naturels : météorologiques (tempête, orage, neige, grand froid, canicule ou sécheresse), inondations, feux de forêts, mouvements de terrains et séisme (sismicité moyenne). Il est également exposé à un risque technologique,  le transport de matières dangereuses. Un site publié par le BRGM permet d'évaluer simplement et rapidement les risques d'un bien localisé soit par son adresse soit par le numéro de sa parcelle.

#### Risques naturels
Certaines parties du territoire communal sont susceptibles d’être affectées par le risque d’inondation par débordement de cours d'eau, notamment le gave de Pau. La cartographie des zones inondables en ex-Midi-Pyrénées réalisée dans le cadre du XIe Contrat de plan État-région, visant à informer les citoyens et les décideurs sur le risque d’inondation, est accessible sur le site de la DREAL Occitanie. La commune a été reconnue en état de catastrophe naturelle au titre des dommages causés par les inondations et coulées de boue survenues en 1982, 1999, 2009, 2012, 2013 et 2014,.
Ger est exposée au risque de feu de forêt. Un plan départemental de protection des forêts contre les incendies a été approuvé par arrêté préfectoral le 21 avril 2020 pour la période 2020-2029. Le précédent couvrait la période 2007-2017. L’emploi du feu est régi par deux types de réglementations. D’abord le code forestier et l’arrêté préfectoral du 27 octobre 2014, qui réglementent l’emploi du feu à moins de 200 m des espaces naturels combustibles sur l’ensemble du département. Ensuite celle établie dans le cadre de la lutte contre la pollution de l’air, qui interdit le brûlage des déchets verts des particuliers. L’écobuage est quant à lui réglementé dans le cadre de commissions locales d’écobuage (CLE)

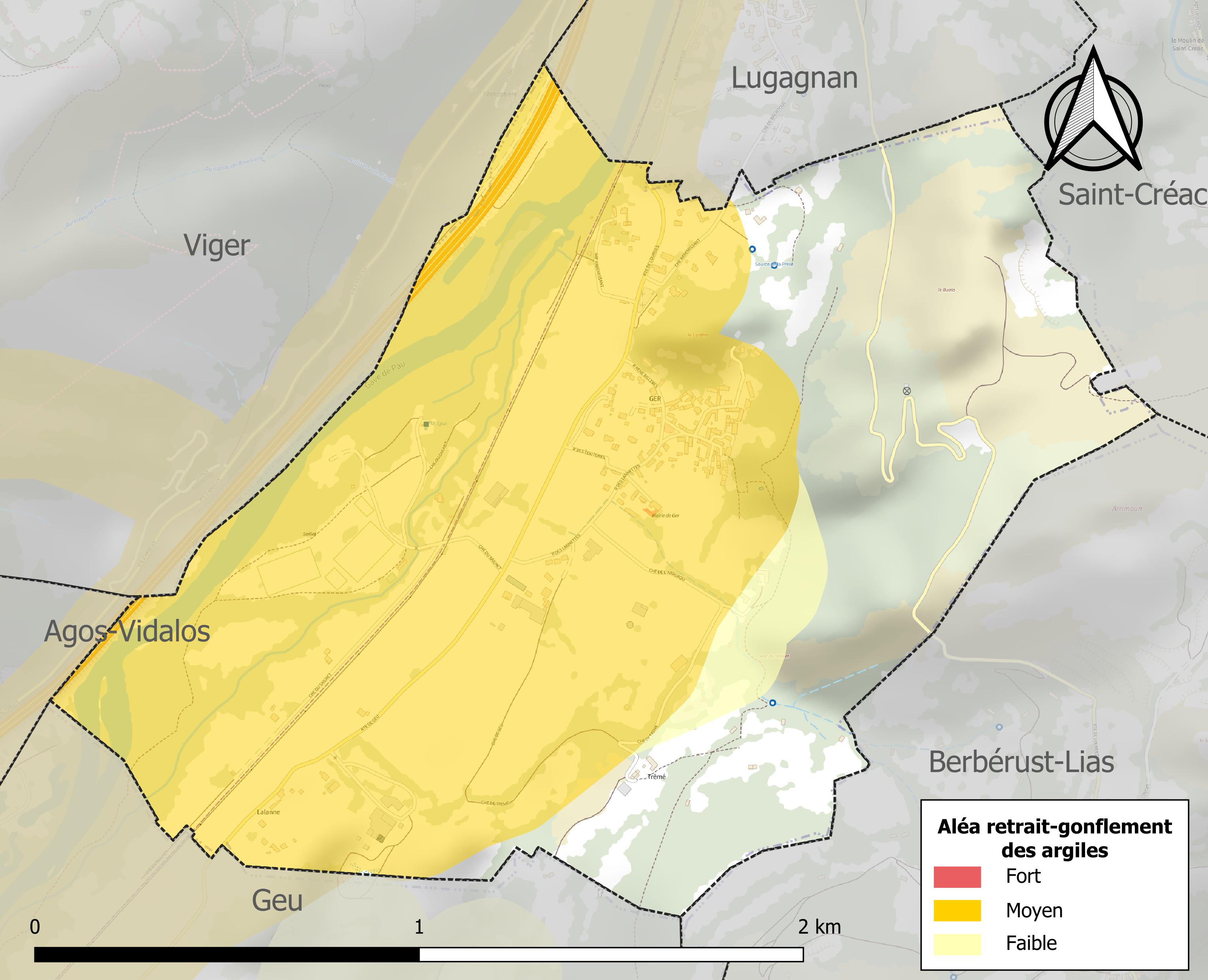
Carte des zones d'aléa retrait-gonflement des sols argileux de Ger.

Les mouvements de terrains susceptibles de se produire sur la commune sont des mouvements de sols liés à la présence d'argile et des tassements différentiels.
Le retrait-gonflement des sols argileux est susceptible d'engendrer des dommages importants aux bâtiments en cas d’alternance de périodes de sécheresse et de pluie. 62,1 % de la superficie communale est en aléa moyen ou fort (44,5 % au niveau départemental et 48,5 % au niveau national). Sur les 82 bâtiments dénombrés sur la commune en 2019, 76 sont en aléa moyen ou fort, soit 93 %, à comparer aux 75 % au niveau départemental et 54 % au niveau national. Une cartographie de l'exposition du territoire national au retrait gonflement des sols argileux est disponible sur le site du BRGM,.
Par ailleurs, afin de mieux appréhender le risque d’affaissement de terrain, l'inventaire national des cavités souterraines permet de localiser celles situées sur la commune.
Concernant les mouvements de terrains, la commune a été reconnue en état de catastrophe naturelle au titre des dommages causés par des mouvements de terrain en 1999 et 2013.

#### Risque technologique
Le risque de transport de matières dangereuses sur la commune est lié à sa traversée par une route à fort trafic et une canalisation de transport d'hydrocarbures. Un accident se produisant sur de telles infrastructures est susceptible d’avoir des effets graves sur les biens, les personnes ou l'environnement, selon la nature du matériau transporté. Des dispositions d’urbanisme peuvent être préconisées en conséquence.

## Toponymie

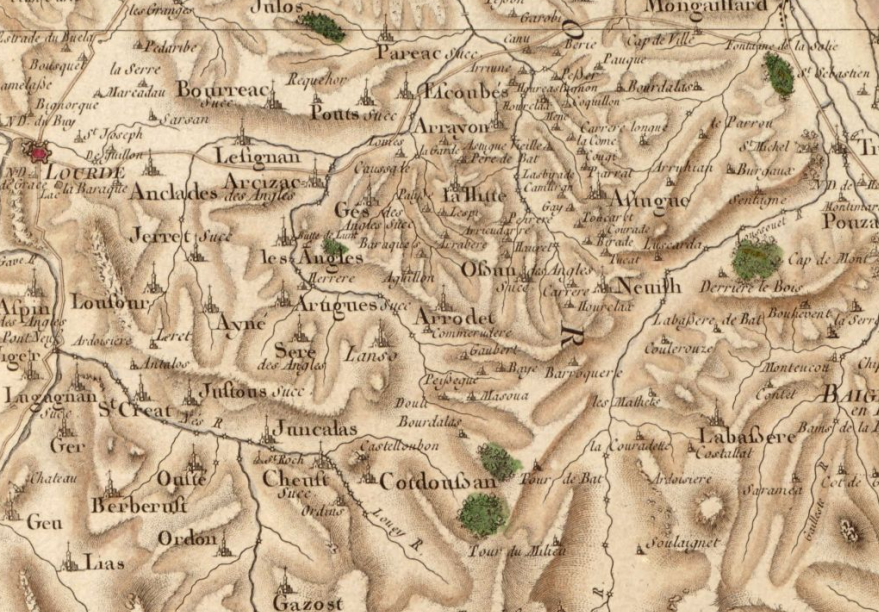
Extrait de la carte de Cassini situant Ger au sud de Lourdes.

On trouvera les principales informations dans le Dictionnaire toponymique des communes des Hautes Pyrénées de Michel Grosclaude et Jean-François Le Nail qui rapporte les attestations historiques du nom de la localité :
- Guilhem Fuert de Ier, W. Fuert de Ieir ou Ierr (v. 1050-1070, cartulaire de Bigorre) ;
- de Ieir (1309, Livre vert de Bénac) ;
- de Ieer (1313, ibid.) ;
- Guerrium, De Gerrio, latin (1313, Debita regi Navarre) ;
- Ger, Geir (1338, Livre vert Bénac) ;
- Ger (1379, procuration Tarbes ; 1403, Livre vert Bénac) ;
- Ger (1541, ADPA, B 1010) ;
- Geer (1384, Livre vert Bénac ; 1403, ibid.) ;
- Gerr (1406, Livre vert Bénac) ;
- Ger (fin XVIIIe siècle, carte de Cassini).

Selon Dauzat, Ger est une variante du thème pré-indo-européen gar-, signifiant « rocher ».
Le mot ger signifie en patois local « grange entourée de prairies ».
Cette signification est reprise sur le blason de la commune.

## Histoire

### Épidémie de fièvre
Source : Jean Bourdette, Annales du Labéda, tome IV, pages 286 à 289.
En 1815, le village de Ger qui comptait 120 habitants, fut frappé par une épidémie meurtrière qui dura cinq ans.
Cette épidémie de fièvre fit de nombreux morts au regard de la population de la commune (8 morts en 1815, 10 en 1816 et 22 dans les six premiers mois de 1817).
Le médecin de l'époque en attribua la cause à la qualité putride de l'air due au cimetière positionné dans l'enceinte du village, aux eaux stagnantes des marais situés près du gave de Pau et aux très nombreux arbres très serrés (noyers) qui empêchaient l'air de circuler.
Par un arrêté du 3 octobre 1817, le sous-préfet d'Argelès, M. de Larouzière, prescrivit plusieurs mesures de salubrité qui furent exécutées sans tarder par le maire du village, Jacques Borde :
- déplacement du cimetière à l'extérieur du village, au nord. Ce dernier était auparavant situé autour de l'église du village ;
- dessèchement des marais près du gave de Pau en donnant un libre cours aux eaux qui stagnent ;
- abattage d'un grand nombre d'arbres surtout des noyers, dont les médecins attribuaient une action malfaisante aux émanations des feuilles ;
- autres travaux d'assainissement pour empêcher les eaux de pluie de croupir dans les rues du village.

Après ces mesures, l'épidémie qui avait désolé le village de 1815 à 1819 disparut enfin et n'a plus reparu.

## Politique et administration

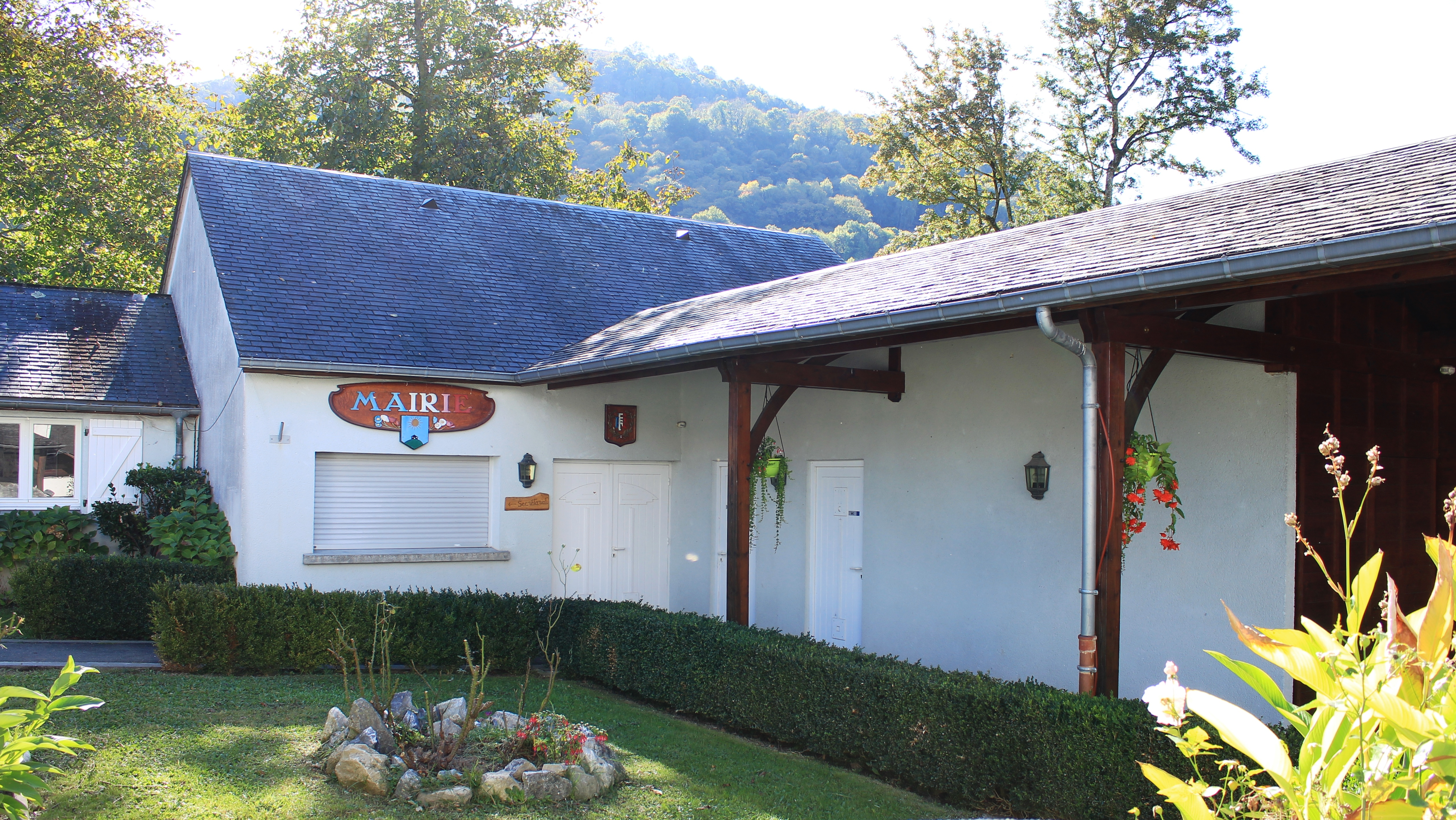
La mairie en 2021.

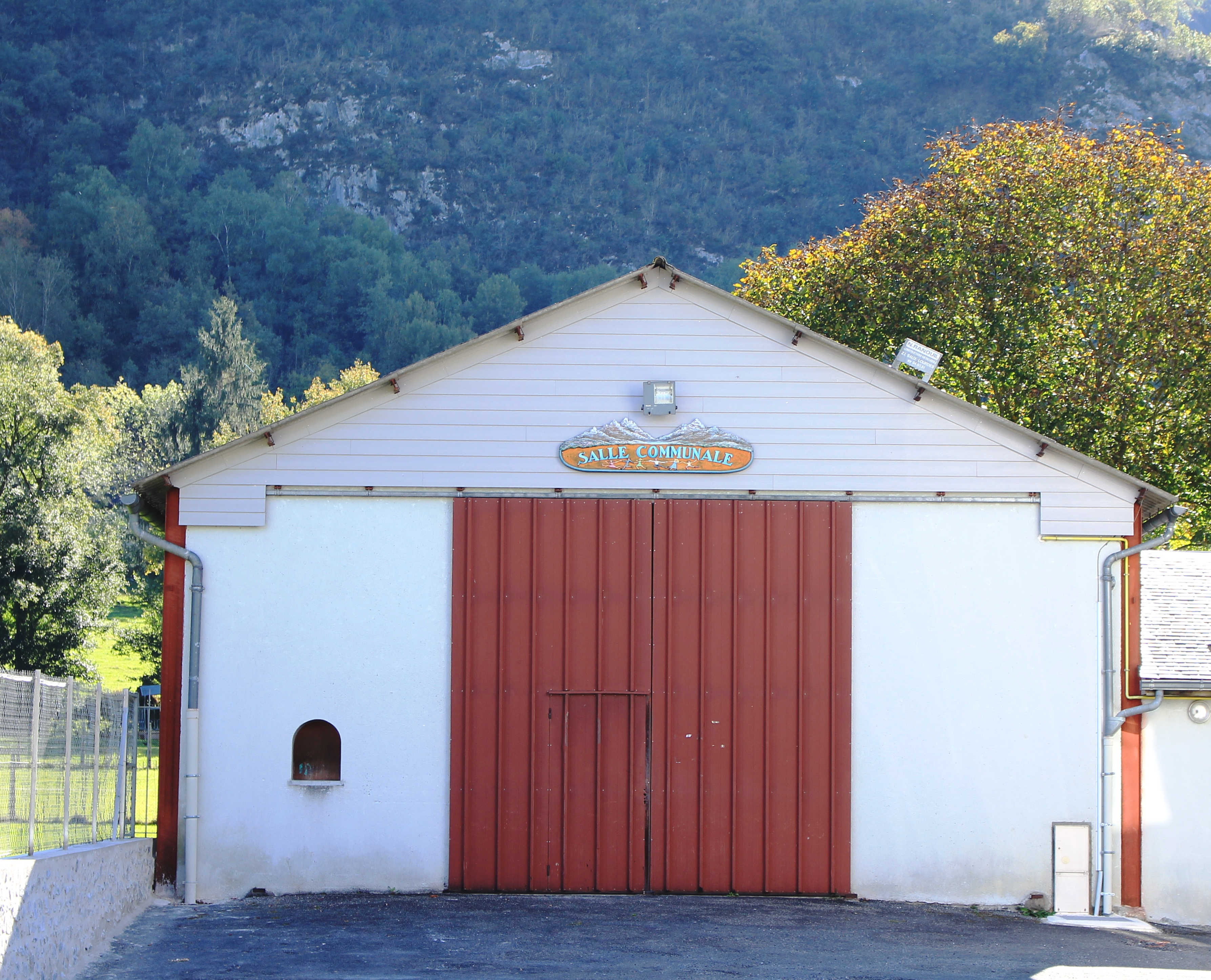
Le foyer rural en 2021.

### Intercommunalité
Ger fait partie de la communauté de communes du Montaigu, créée en janvier 2014, qui réunit seize communes.

### Liste des maires
| Période                                  | Période  | Identité        | Étiquette | Qualité |
| ---------------------------------------- | -------- | --------------- | --------- | ------- |
| Les données manquantes sont à compléter. |          |                 |           |         |
|                                          |          |                 |           |         |
| 1974 (réélu en mars 2014)                | En cours | Joseph Fourcade | SE        |         |

## Population et société

### Démographie

#### Évolution démographique

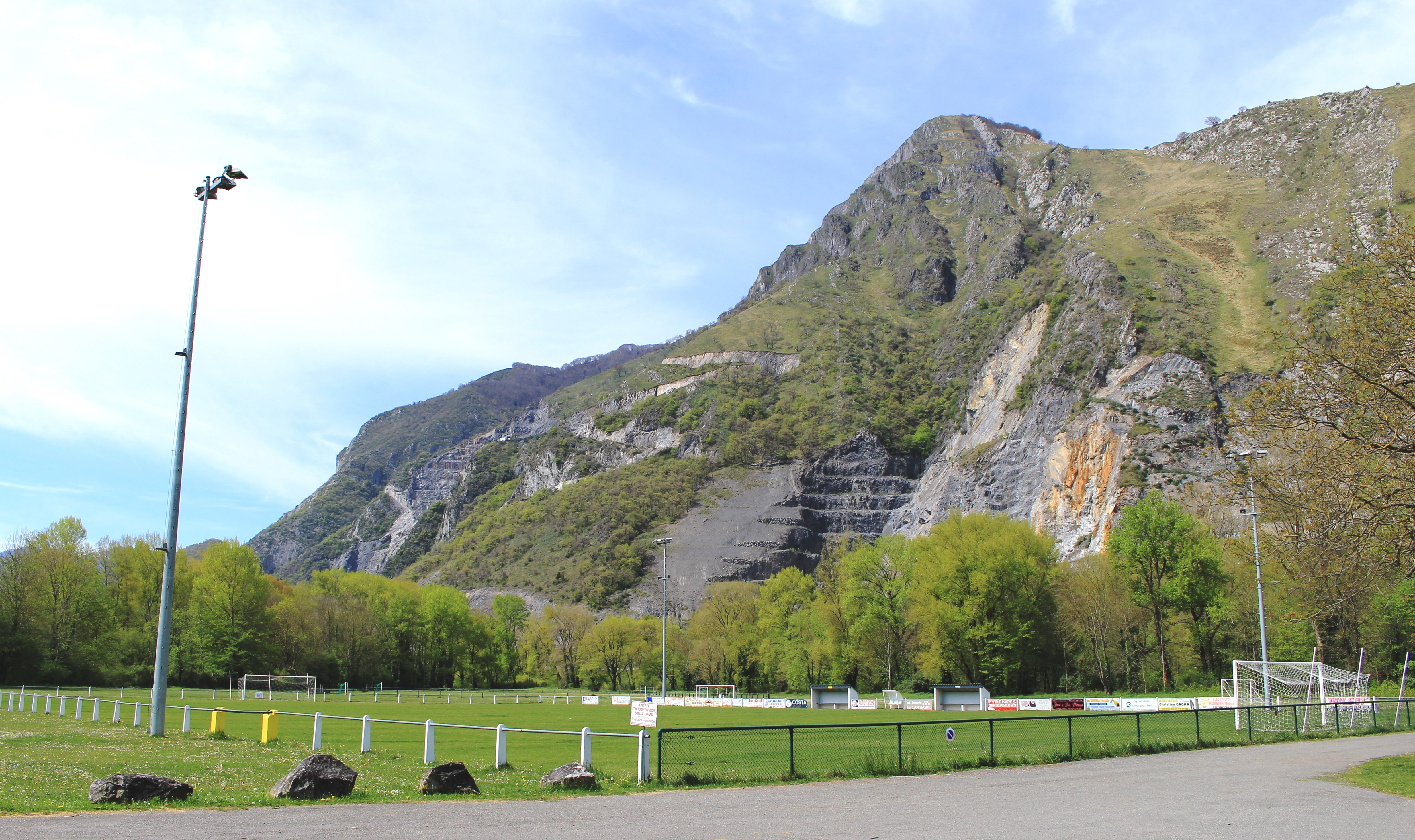
Le stade de football en 2021.

L'évolution du nombre d'habitants est connue à travers les recensements de la population effectués dans la commune depuis 1793. Pour les communes de moins de 10 000 habitants, une enquête de recensement portant sur toute la population est réalisée tous les cinq ans, les populations de référence des années intermédiaires étant quant à elles estimées par interpolation ou extrapolation. Pour la commune, le premier recensement exhaustif entrant dans le cadre du nouveau dispositif a été réalisé en 2007.

En 2022, la commune comptait 158 habitants, en évolution de −5,95 % par rapport à 2016 (Hautes-Pyrénées : +1,59 %, France hors Mayotte : +2,11 %).
| 1793 | 1800 | 1806 | 1821 | 1831 | 1836 | 1841 | 1846 | 1851 |
| ---- | ---- | ---- | ---- | ---- | ---- | ---- | ---- | ---- |
| 147  | 106  | 157  | 125  | 142  | 199  | 190  | 213  | 190  |

| 1856 | 1861 | 1866 | 1872 | 1876 | 1881 | 1886 | 1891 | 1896 |
| ---- | ---- | ---- | ---- | ---- | ---- | ---- | ---- | ---- |
| 188  | 173  | 205  | 223  | 210  | 211  | 216  | 202  | 182  |

| 1901 | 1906 | 1911 | 1921 | 1926 | 1931 | 1936 | 1946 | 1954 |
| ---- | ---- | ---- | ---- | ---- | ---- | ---- | ---- | ---- |
| 189  | 190  | 191  | 171  | 164  | 152  | 151  | 143  | 136  |

| 1962 | 1968 | 1975 | 1982 | 1990 | 1999 | 2006 | 2007 | 2012 |
| ---- | ---- | ---- | ---- | ---- | ---- | ---- | ---- | ---- |
| 113  | 117  | 125  | 130  | 118  | 128  | 165  | 170  | 182  |

| 2017 | 2022 | - | - | - | - | - | - | - |
| ---- | ---- | - | - | - | - | - | - | - |
| 156  | 158  | - | - | - | - | - | - | - |

### Sports
La commune est traversée par la voie verte des Gaves.

## Économie

### Revenus
En 2018, la commune compte 70 ménages fiscaux, regroupant 159 personnes. La médiane du revenu disponible par unité de consommation est de 21 250 € (20 420 € dans le département).

### Emploi
|                | 2008  | 2013  | 2018  |
| -------------- | ----- | ----- | ----- |
| Commune        | 8 %   | 6,3 % | 8,8 % |
| Département    | 7,7 % | 9,4 % | 9,8 % |
| France entière | 8,3 % | 10 %  | 10 %  |

En 2018, la population âgée de 15 à 64 ans s'élève à 101 personnes, parmi lesquelles on compte 68,6 % d'actifs (59,8 % ayant un emploi et 8,8 % de chômeurs) et 31,4 % d'inactifs,. En  2018, le taux de chômage communal (au sens du recensement) des 15-64 ans est inférieur à celui de la France et département, alors qu'en 2008 il était supérieur à celui du département et inférieur à celui de la France.
La commune fait partie de la couronne de l'aire d'attraction de Lourdes, du fait qu'au moins 15 % des actifs travaillent dans le pôle,. Elle compte 46 emplois en 2018, contre 50 en 2013 et 95 en 2008. Le nombre d'actifs ayant un emploi résidant dans la commune est de 61, soit un indicateur de concentration d'emploi de 75,8 % et un taux d'activité parmi les 15 ans ou plus de 50 %.
Sur ces 61 actifs de 15 ans ou plus ayant un emploi, 11 travaillent dans la commune, soit 18 % des habitants. Pour se rendre au travail, 85,2 % des habitants utilisent un véhicule personnel ou de fonction à quatre roues, 4,9 % s'y rendent en deux-roues, à vélo ou à pied et 9,8 % n'ont pas besoin de transport (travail au domicile).

## Culture locale et patrimoine

### Lieux et monuments

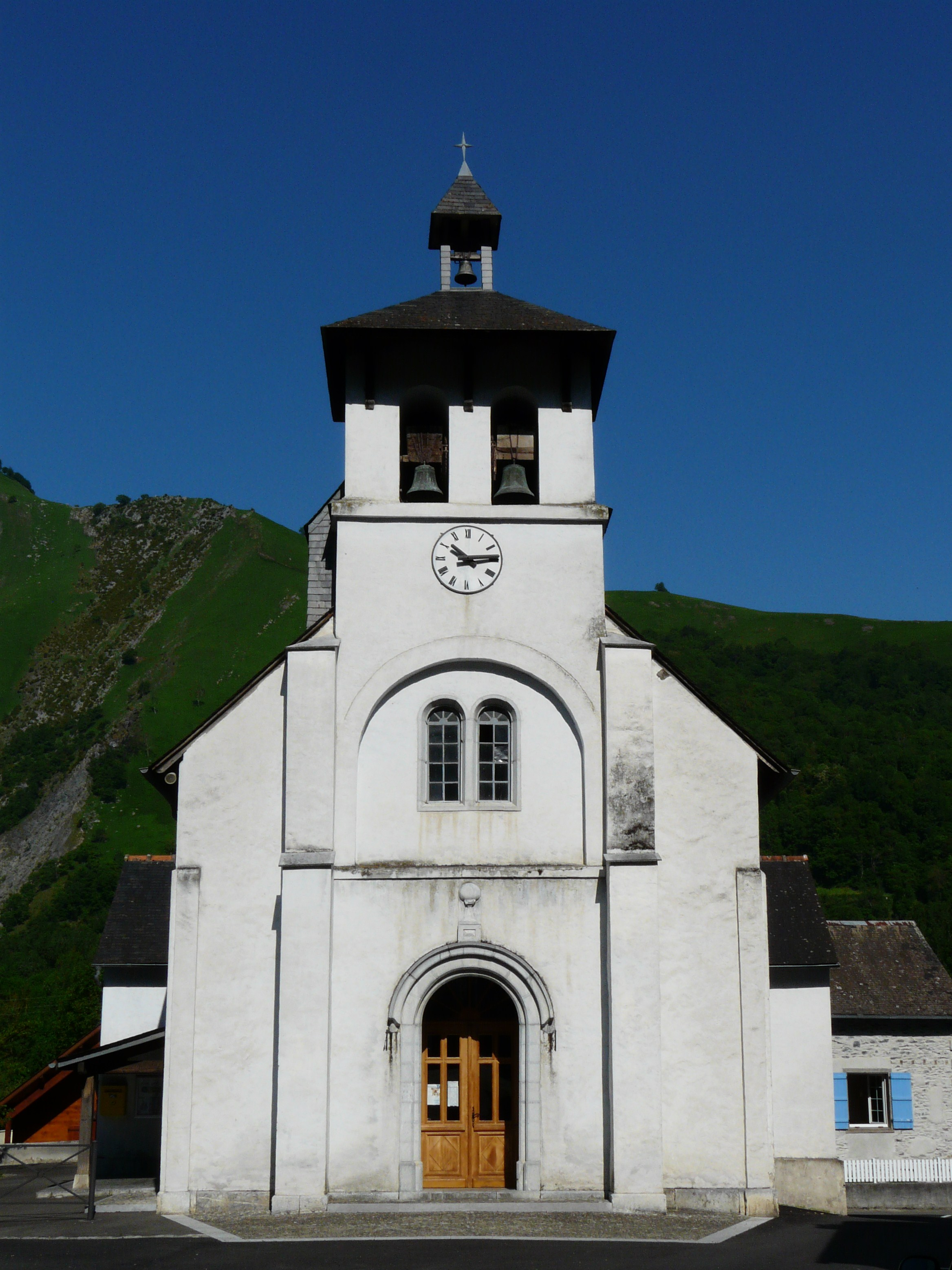
L'église Saint-Gilles.

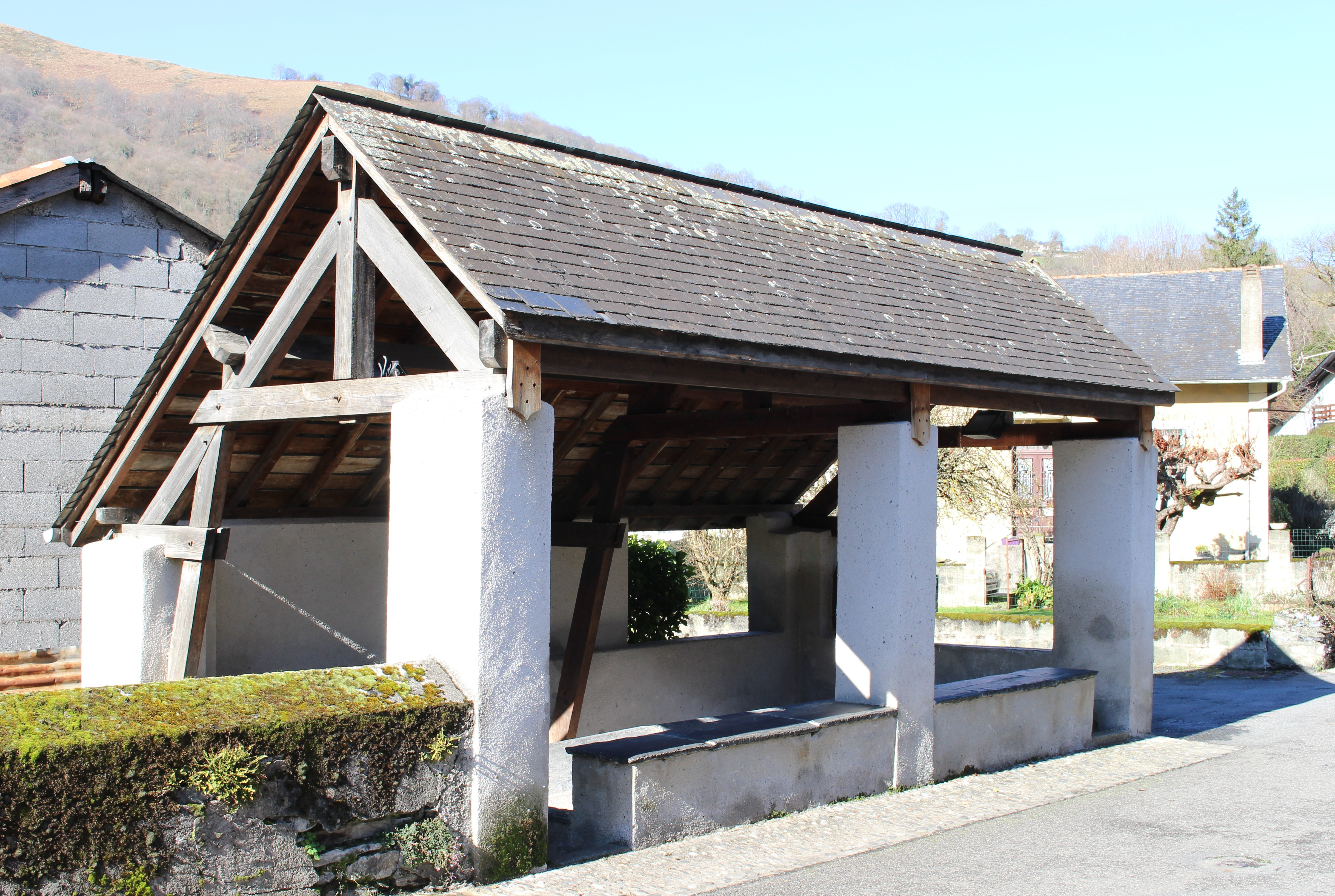
Le lavoir en 2016.

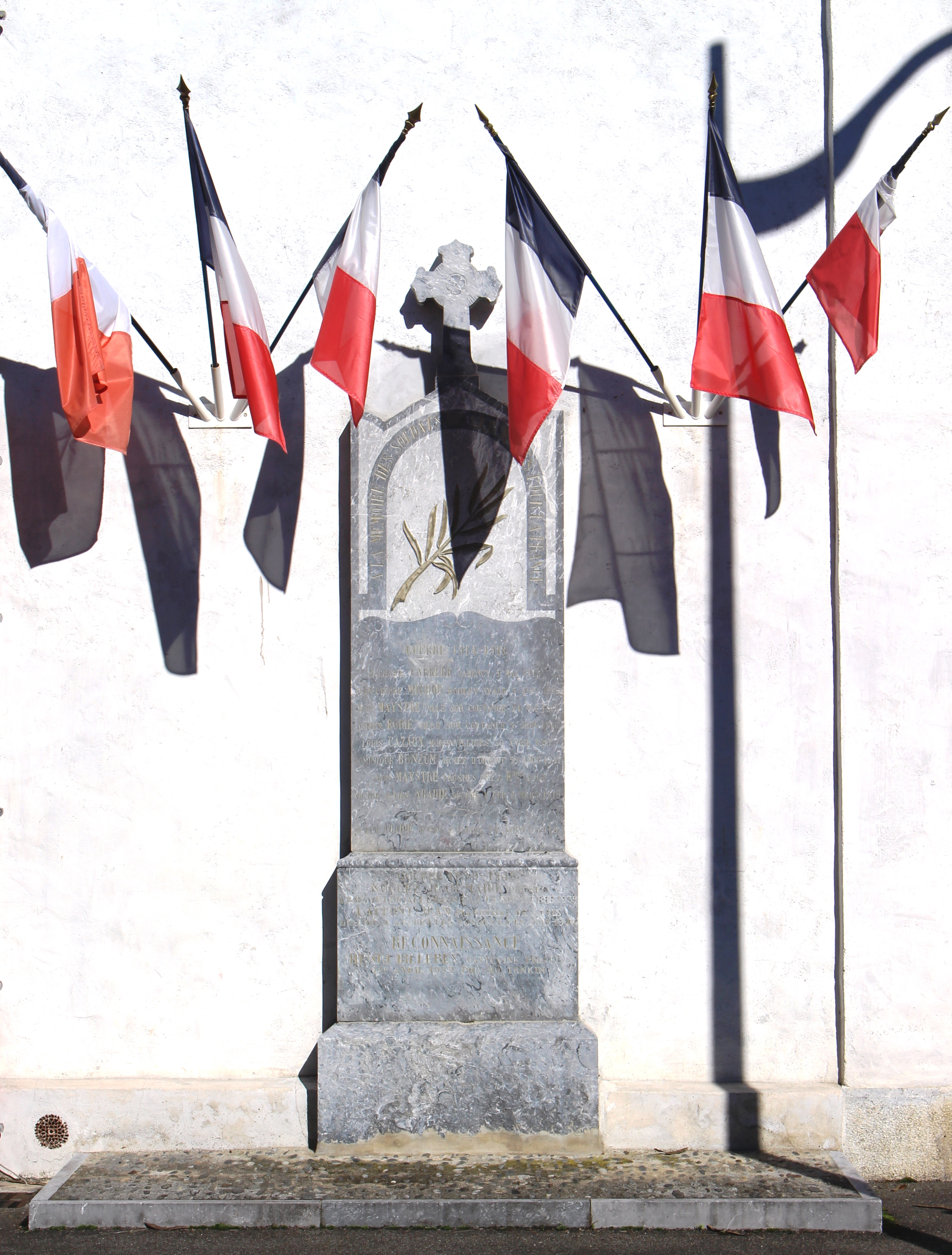
Le monument aux morts municipal.

- L’église Saint-Gilles est construite en 1864, à l’emplacement d’une église plus ancienne et fortement endommagée par des tremblements de terre. L'église, flanquée de deux chapelles latérales, est de style néoroman. Le mur-pignon s'élève à 14 m et renferme deux cloches (l'une de 1740 et l'autre de 1866). Les ouvertures du chœur, de la nef et des chapelles sont garnies de vitraux. L'ameublement de l'église comprend un maître-autel sculpté en bois polychrome du XVIIIe siècle.
- La fontaine (en pierre) de la place du village est alimentée par une source d’eau potable. Jusqu'à la fin des années 1970, une croix en pierre sur un socle en pierre, (le tout faisant approximativement quatre mètres de hauteur) existait à côté de la fontaine. Elle fut détruite pour permettre la construction de l'abribus.
- Un lavoir en pierre a récemment été restauré.

#### Monuments disparus

##### L'ancienne église de Ger
L'ancienne église de Ger, de dimensions 13,15 m × 7,60 m, était située approximativement à l'emplacement de l'église actuelle. Elle était orientée, c'est-à-dire que le chœur était tourné vers l'orient, ce qui n'est pas le cas de la nouvelle église. À l'ouest s'élevait l'épais « mur-pignon » avec à la base, la porte d'entrée, et au sommet, deux ouvertures pour les cloches. Sur le flanc nord de la nef était la sacristie. Dans le chœur se trouvait l'autel en bois sculpté et polychrome que l'on voit encore dans l'église actuelle.
C'était une église romane. En 1808, elle avait perdu sa voûte en pierre et était dans un état déplorable. Le toit était ruiné. L'eau de pluie rentrait à l'intérieur. Jusqu'en 1818, le cimetière entourait l'église au sud et à l'ouest.
La route départementale 13 venant de Geu et Boô-Silhen (au sud) montait sur la place actuelle du village, contournait en redescendant l'église par le nord (l'actuelle rue René Billères) puis bifurquait vers le nord en direction de Lugagnan.
Cette église romane fut détruite en 1862. L'église actuelle fut construite de 1862 à 1864. La route départementale 13 fut déviée à cette occasion et longe la nouvelle église à l'ouest.

##### Le château du Castéra
Le Castéra était un refuge fortifié situé sur une petite colline dominant le village au nord. Il était destiné aux paysans et leurs troupeaux qui s'y réfugiaient en cas de troubles. Sur cette hauteur, on voyait très bien le château fort de Lourdes et le château de Geu. Il s'inscrivait ainsi dans le système de relais par feux, qui signalaient un danger d'un château à l'autre.
Des restes de murs sont encore visibles. Certaines maisons du village ont été construites avec des pierres issues de ce petit château.
Aujourd'hui, la rue du Castéra rappelle l'existence de cet ouvrage disparu.

### Personnalités liées à la commune
- René Billères (1910-2004), homme politique, ministre de la IVe République, est né à Ger.

### Héraldique
| Blason | Blasonnement : D'azur au mont cousu de sinople sommée d'une maison de sable, ouverte et ajourée d'argent, surmontée d'un soleil d'or. Commentaires : Blason vérifié auprès de la mairie. |